# Wojskowicy (stacja kolejowa)
Wojskowicy (ros. Войсковицы) – stacja kolejowa w miejscowości Wojskowicy, w rejonie gatczyńskim, w obwodzie leningradzkim, w Rosji. Położona jest na linii Petersburg – Iwangorod – Tallinn.

## Historia
Przystanek kolejowy powstał w XIX w. na trasie Kolei Bałtyckiej. Początkowo nosił nazwę Gorwicy (ros. Горвицы), która została zmieniona na obecną w czasach carskich. Później rozbudowany do stacji.